# Mbabane Highlanders Football Club
Maillots
Mbabane Highlanders Football Club est un club de football de l'Eswatini, basé à Mbabane, créé en 1952. C'est le club le plus titré du pays, que ce soit en championnat (13 titres) ou en Coupe d'Eswatini (9 succès).

## Palmarès
- Championnat d'Eswatini de football (13) 
  - Champion : 1974, 1976, 1980, 1982, 1984, 1986, 1988, 1991, 1992, 1995, 1997, 2000, 2001
  - Vice-champion : 1999, 2004, 2008

- Coupe d'Eswatini de football (9) 
  - Vainqueur : 1969, 1976, 1983, 1985, 1990, 1997, 1999, 2009, 2010
  - Finaliste : 2012

- Supercoupe de l'Eswatini de football (3)
  - Vainqueur : 1998, 2007, 2008
  - Finaliste : 2004, 2005, 2009